# 克里尼恰尼
48°57′49″N 26°35′48″E / 48.96361°N 26.59667°E
克里尼恰尼（烏克蘭語：Криничани），是烏克蘭西部的村莊，隸屬赫梅利尼茨基州的卡緬涅茨-波多利斯基區。該村面積1.76平方公里，海拔高度297米，2001年人口291，人口密度每平方公里165.4人。